# Bengt Sändh
Bengt Sändh, född 17 februari 1938 i Borås, är en svensk trubadur, sångförfattare, författare och snusfabrikant.

## Barndom
Sändh växte upp på Vidkärrs barnhem i Göteborg och på Frälsningsarméns pojkhem Sundsgården på Svartsjölandet – bägge två hem där Sändh och andra barn utsattes för sexuella övergrepp – samt på Baptisternas Ynglingahem i Kungsängen, på fosterhem i Vårgårda och Torsåker och hos sin morfar i Hälsingland. Hans skolgång bestod av nio olika skolor under de tre första skolåren. Hans ungdomsår blev turbulenta med vistelser på häkten och ungdomsvårdsskolor. Han rymde från ett av ungdomshemmen och hade enligt en tidning svenskt rekord i bilstöld med 46 bilar på tio dygn. Sändh rymde också från det militära och satt för detta en månad på Bogesunds öppna anstalt.
Bengt Sändh var halvbror till Kent Sänd som grundade föreningen Samhällets styvbarn som är en intresseförening för tidigare barnhems-, fosterhems- och familjehemsbarn samt deras anhöriga.

## Yrkesliv
Sändh hade ett fyrtiotal anställningar på några få år. Han var bland annat till sjöss i två omgångar. Han arbetade som mentalvårdare, grovarbetare, likbärare, låssmed, hamnarbetare, tryckerilärling, tillverkare av skyltdockor, bonddräng i Ångermanland och mycket annat. År 1958 reste han som scenarbetare med Knäppupprevyn med Karl Gerhard, Martin Ljung m.fl. Han utbildade sig till smed och svetsare och gick ett antal yrkeskurser.
Bengt Sändh var med i Aktionsgruppen mot svensk atombomb och Världsmedborgarrörelsen och blev medlem i Svenska kommunistpartiets ungdomsförbund Demokratisk ungdom. Han gifte sig första gången 1960 och blev far till en pojke och en flicka. Han var scenarbetare vid Europafilm samt på den nya Stockholms Stadsteater och tillverkade toaletter på toalettstolsfabriken IDO. Sändh spelade in sin första LP-skiva med två andra trubadurer 1965 och började försörja sig som artist. År 1968 var han på valturné med bland andra Kjell-Olof Feldt, Sten Andersson och Olof Palme. 1969 promenerade han tillsammans med två trubadurkollegor från Stockholm till Falsterbo – 72 mil på 22 dagar. Sändh tog initiativet till och bildade Gårds- och Gatumusikanternas Riksorganisation. Sommaren 1970 turnerade han med Lill-Babs och gjorde 110 folkparksframträdanden och fyra månadslånga krogshower. Senare gjorde han ett par egna krogshower och även flera tillsammans med andra artister som Brita Borg, Rune Andersson, Christina Schollin, Bosse Parnevik, Lasse Holmqvist, Lena Andersson, Anita Strandell. Sändh skrev och gav ut visan "Ett recept", som i detalj beskriver hur man bränner brännvin. Han gick ur Svenska kyrkan och blev senare organiserad ateist i Human-Etiska Förbundet och sedermera organisationen Vetenskap och Folkbildning.  
Bengt Sändh satt tillsammans med Lill Thorén och Ulf Thorén i redaktionen och medverkade i ett antal TV-program med namnet ”Hvar 14:e Dag”, och han medverkade i och skrev visor till Lars Molins debutpjäs Badjävlar 1970. Sändh skilde sig och flyttade samman med en kvinna i byn Pinga i Morkarla församling i norra Uppland och fick ytterligare en son. Han började odla lin och lärde sig spinna ull och hade året därpå kurser i linodling och linberedning. Hans intresse för svampbotanik ledde till att han ordnade svamputställningar och tog initiativet till Sveriges Mykologiska Förening SMF år 1969. Han lyckades samla 50 forskare från Sverige, Norge, Danmark, Finland, Tyskland, USA och Indien samt ett par hundra amatörer till ett konstitutionerande möte i den småländska byn Femsjö. 
När AMS ville förbjuda privat artistförmedling 1980 samlade Sändh flera hundra artister till ett protestmöte på Hamburger Börs och bildade PAMO, Professionella artisters och musikers intresseorganisation, som följande vår drog igång ett protestmöte på Gröna Lund – ett arrangemang som slog alla tidigare publikrekord. 
Sändh startade svampföreningen Amanita i Östhammar och en klubb för svartvit fotografering i Uppsala. Han startade även ett byalag i Morkarla och ett i Östra Sönnarslöv i Skåne. Han separerade och gifte sig på nytt och flyttade till Uppsala.
Vid sidan av artistlivet började Sändh att turnera som marknadsknalle från Jokkmokk i norr till sydligaste Skåne. Han sålde där sina egna inspelningar och böcker. Han flyttade till Skåne med sin nya hustru och startade Bengt Sändh:s Snusfabrique AB, han fortsatte att resa på marknader, där han nu även sålde snus och snusdosor, snapsglas, kondomer och andra produkter som han själv producerade. Sändh blev vid denna tid ofta engagerad som föreläsare hos olika reklamfirmor i ämnet direktmarknadsföring. Sändh skilde sig och gifte om sig under denna tid.
År 1999 sålde han snusfabriken nära Tollarp till Swedish Match och flyttade till spanska Costa del Sol. Där bor han nu med sin tredje hustru. Han odlar chili och tillverkar sambal och röker fisk. Han är sedan 1953 en hängiven fotograf.
År 2017 slog Måns Nilsson, känd från humorgruppen "Anders och Måns", ett slag för att Sändh skulle bli avbildad på en av de nya svenska sedlarna i radioprogrammet "Så funkar det" som sändes i P1. Detta med motiveringen att svenska mångsysslare var förbisedda.

## Priser och utmärkelser
- 2011 – Fred Åkerström-stipendiet

## Diskografi
LP
- 1964 – Visor i trotzåldern (Finn Zetterholm och Staffan Atterhall)
- 1965 – Visor ur wrångstrupen (Finn Zetterholm och Staffan Atterhall)
- 1965 – Vals om sommaren (Singel)
- 1969 – Hemtjörda visor (Finn Zetterholm)
- 1969 – OBS. Täxten (Finn Zetterholm)
- 1971 – Världens Minnsta LP (Finn Zetterholm)
- 1972 – Swänska supvisor (Rune Andersson)
- 1974 – Svenska folkets supvisor (Rune Andersson)
- 1977 –  Folklår, våra allra fulaste visor (Finn Zetterholm)
- 1978 – Sockerdrick – Svenska pekoral 1 (Jeja Sundström)
- 1979 – Plattan med Bengt Sändh
- 1981 – Trudelutter
- 1983 – Skamgrepp (Ewert Ljusberg)
- 1985 – Jubileumsblandning. (Finn Zetterholm)
- 1986 – Tummen i Rövven (Eva Sändh)

CD
- 1990 – Hemtjörda visor (Finn Zetterholm) – Återutgivning
- 1991 – Supvisor (Rune Andersson) – Återutgivning av skivan Swänska supvisor
- 1994 – Naken
- 1994 – Folklår, våra allra fulaste visor (Finn Zetterholm) – Återutgivning
- 1995 – Flashback (Finn Zetterholm)
- 1995 – Snus, Mus och Brännvin (Finn Zetterholm)